# Callan (County Kilkenny)
Callan (Iers: Callainn) is een plaats in County Kilkenny in de provincie Leinster in het zuidoosten van Ierland. In 2007 vierde Callan zijn 800-jarig bestaan.